# Arnold Zable
Arnold Zable (ur. 10 stycznia 1947 w Wellington) – australijski pisarz, działacz praw człowieka. W swoich książkach porusza doświadczenie migrantów.
Urodził się w Wellington w Nowej Zelandii w rodzinie polskich Żydów, którzy w latach 30. XX wieku wyemigrowali z Białegostoku. W wieku kilku lat przeniósł się wraz z rodzicami do Australii i wychował się w Melbourne, gdzie mieszka do dzisiaj. Studiował na Uniwersytecie w Melbourne i na Uniwersytecie Columbia. Wykładał na uniwersytetach australijskich, w Stanach Zjednoczonych, Papui-Nowej Gwinei, Chinach i w kilku krajach Europy i Azji Południowo-Wschodniej.
Jest autorem kilku opowiadań i powieści, w których poruszył głównie problematykę migrantów. Jego pierwsza książka Jewels and Ashes jest zapisem historii jego rodziców, którzy wyemigrowali z Polski oraz jego podróży do kraju przodków w 1986 roku. W swoich książkach porusza również tematy pamięci historycznej, uchodźców i diaspory żydowskiej. Żadna z jego książek nie została dotychczas przetłumaczona na język polski. Napisał również kilka sztuk teatralnych. Regularnie publikuje również w dzienniku The Age. Jest szefem australijskiego Pen Clubu.

## Książki
- Jewels and Ashes (1991)
- Wanderers and Dreamers (1998)
- Cafe Scheherazade (2001)
- The Fig Tree (2002)
- Scraps of Heaven (2004)
- Sea of Many Returns (2008)